# Aleksandr Lubimow
Aleksandr Wasiljewicz Lubimow (ros. Александр Васильевич Любимов, ur. 31 marca?/12 kwietnia 1898 w Moskwie, zm. 5 czerwca 1967 tamże) – radziecki polityk, ludowy komisarz, minister handlu ZSRR (1939–1948), generał porucznik służb kwatermistrzowskich.

## Życiorys
W latach 1918–1923 służył w Armii Czerwonej, następnie pracował w fabryce i w straży pożarnej. Od 1924 członek RKP(b), sekretarz komórki partyjnej (jaczejki) w fabryce "Swoboda" w Moskwie. 1929 ukończył wieczorową szkołę związków zawodowych w Moskwie. Działacz związków zawodowych, od marca 1931 do sierpnia 1932 przewodniczący rejonowej rady związków zawodowych w Moskwie, od sierpnia 1932 do stycznia 1934 zastępca przewodniczącego rejonowej rady w Moskwie, od stycznia 1934 przewodniczący rejonowej rady związku spożywców. Od kwietnia 1936 do listopada 1937 przewodniczący Kominternowskiej Rady Rejonowej w Moskwie, od listopada 1937 do stycznia 1939 ludowy komisarz handlu wewnętrznego/ludowego komisariatu handlu Rosyjskiej FSRR. Od 2 stycznia 1939 do 1 marca 1948 ludowy komisarz/minister handlu ZSRR, od 21 marca 1939 do 5 października 1952 członek Centralnej Komisji Rewizyjnej WKP(b). 5 maja 1942 mianowany generałem majorem, a 25 marca 1943 generałem porucznikiem służb kwatermistrzowskich. Od kwietnia 1948 do lutego 1949 członek Biura ds. Handlu Rady Ministrów ZSRR, od lutego 1949 do lipca 1954 szef Głównego Zarządu Miejskiego Handlu Kooperatywnego Centralnego Związku Spożywców ZSRR, 1957 ukończył zaocznie wydział Wyższej Szkoły Kooperatywnej w Moskwie. Od lipca 1954 do sierpnia 1957 przewodniczący Zarządu Związku Towarzystw Spożywców Rosyjskiej FSRR, następnie na emeryturze. Deputowany do Rady Najwyższej ZSRR 2 kadencji. Odznaczony Orderem Lenina. Pochowany na cmentarzu Nowodziewiczym.